# Канарси — Рокавей-Паркуэй (линия Канарси, Би-эм-ти)
|   |   |   |   |
| · | · | · | · |

|   |   |   |   |
| · | · | · | · |

«Канарси — Рокавей-Паркуэй» (англ. Canarsie–Rockaway Parkway) — станция Нью-Йоркского метрополитена, расположенная на линии Канарси, Би-эм-ти. Станция находится в Бруклине, в округе Канарси, на пересечении Рокавей-паркуэй и Гленвуд-роуд. На станции останавливается маршрут L (круглосуточно). Станция является южной конечной для него. Оба пути заканчиваются тупиками: поезд приходит на любой из путей и отправляется обратно.
Эта наземная станция имеет огороженный двор, внутрь которого заезжает автобус; остановка автобуса находится прямо на платформе, после тупика. Железная дорога (позже преобразованная в метро) когда-то шла дальше к паромной пристани, но с годами паром был заменён на мост, а часть железной дороги на трамвай, а после ликвидации трамваев в Нью-Йорке — на автобус. Двор был сооружён для того, чтобы обеспечить бесплатную пересадку с метро на автобус и обратно, но не допустить в автобус безбилетных пассажиров с улицы. Сегодня такая мера является анахронизмом, поскольку пересадка с метро на автобус и обратно в любом случае бесплатна для пассажиров, оплачивающих проезд при помощи пластиковой карты MetroCard или бесконтактной карты OMNY.
Перед станцией, к северу от неё, отходят пути в депо «Канарси».

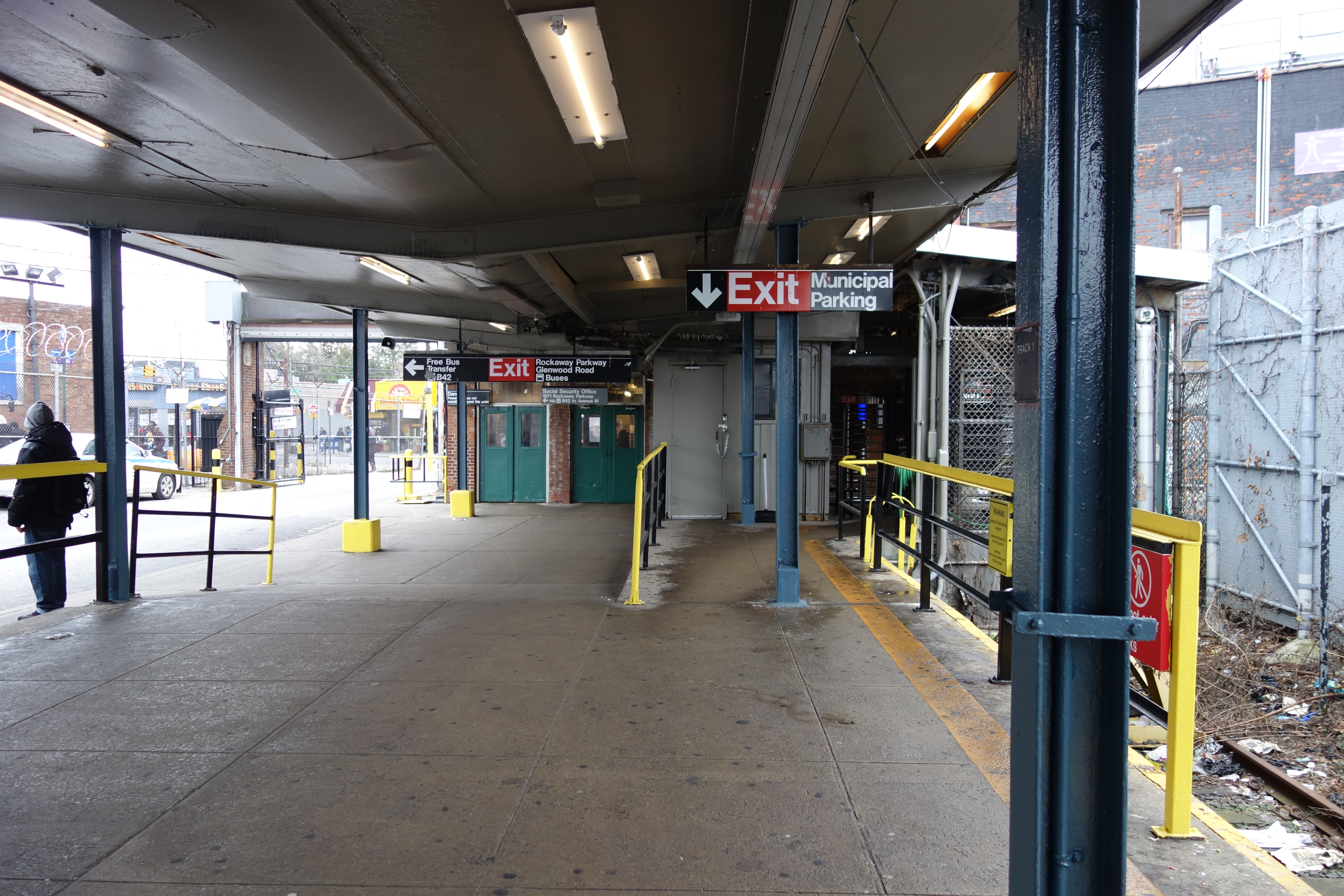
Вид с платформы на автобусную остановку и турникетный павильон
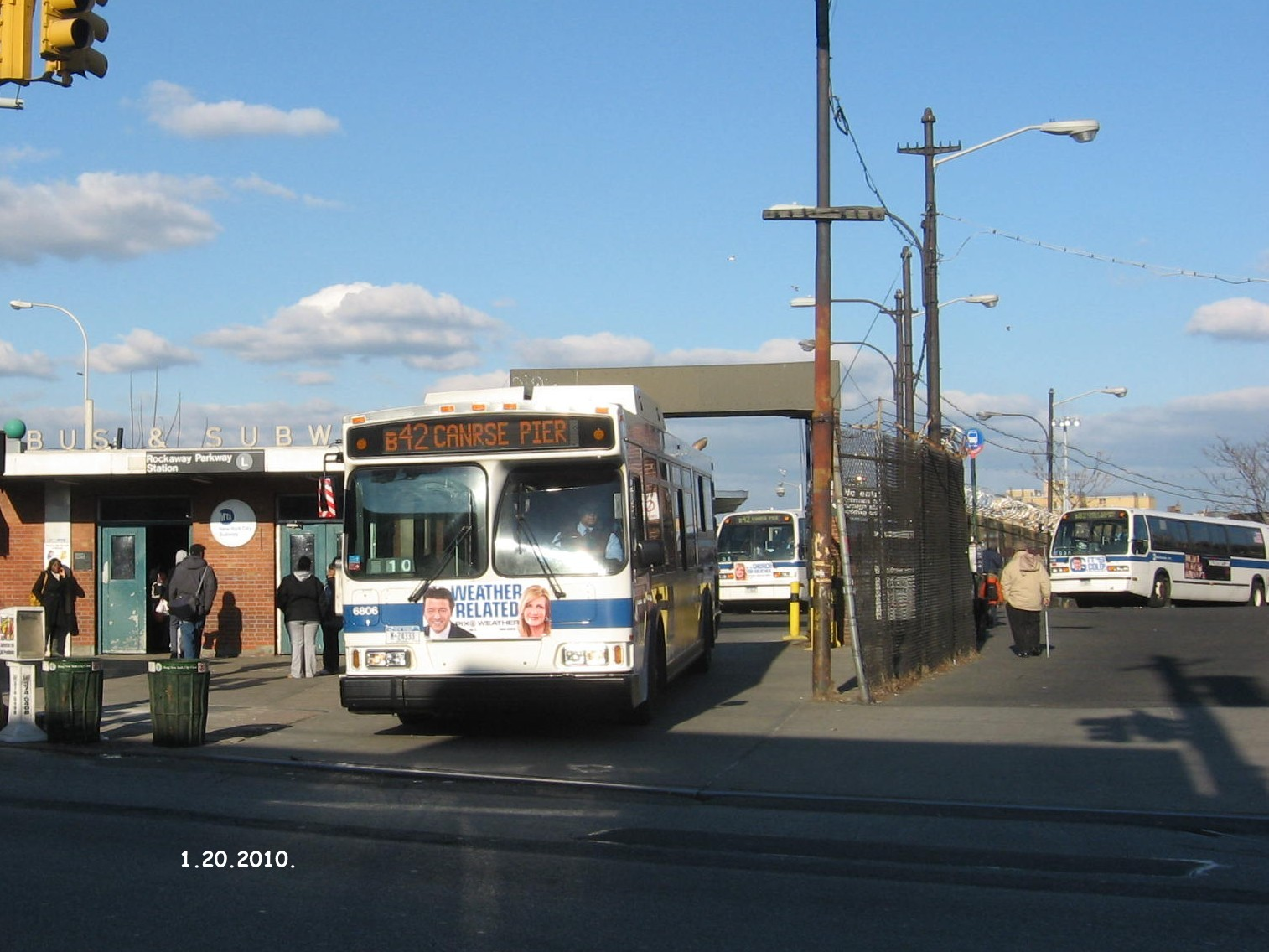
Автобус, выезжающий со двора станции. Слева вход для пассажиров
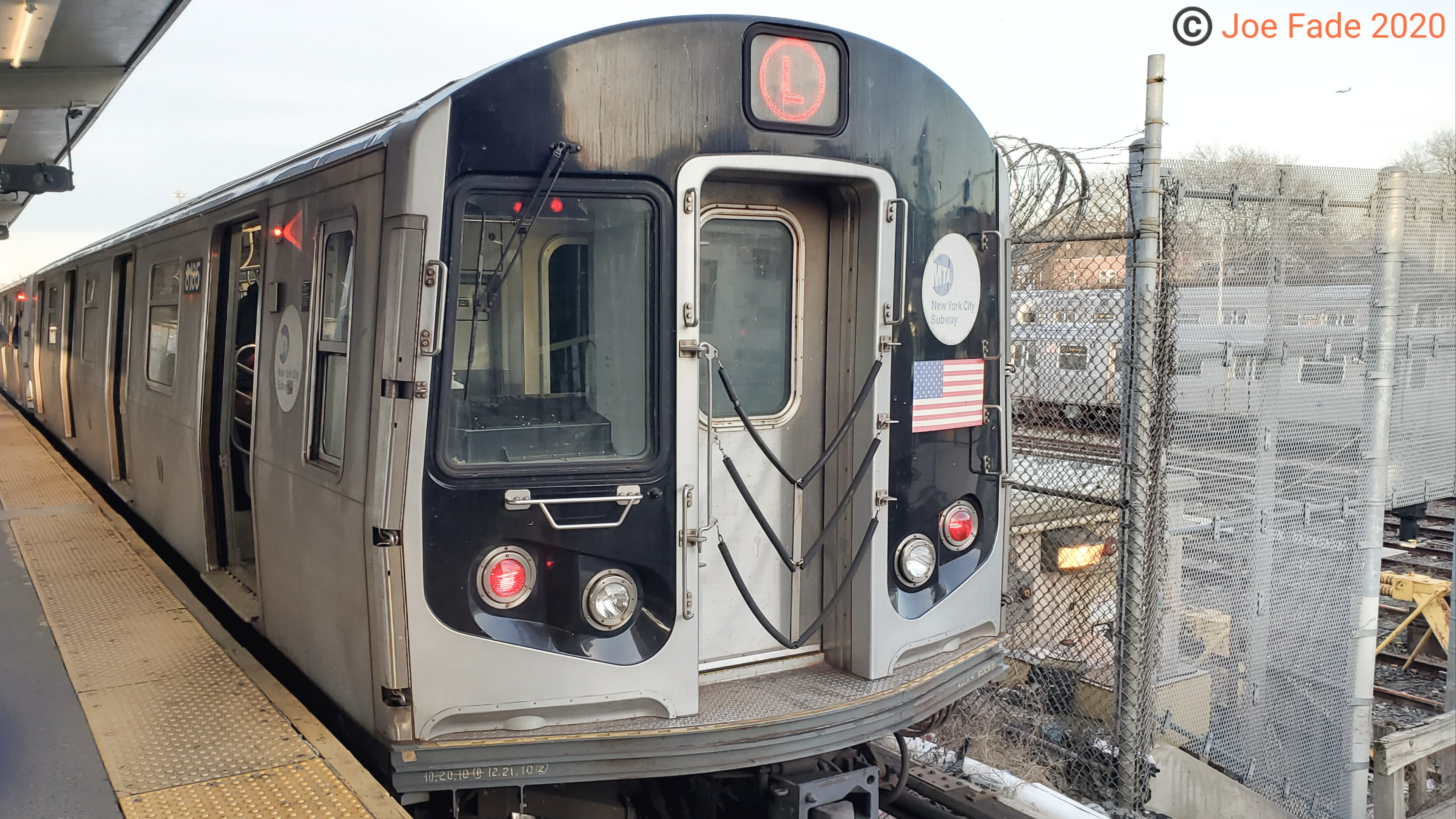
Поезд L из вагонов модели R143 на станции